# 澤部元信
澤部 元信（さわべ もとのぶ、1883年（明治16年）3月10日 - 没年不明）は、日本の政治家。初代茨城県下妻市長（2期）。勲五等双光旭日章。
ハライチの澤部佑の曽祖父。

## 来歴
1903年（明治36年）、明治法律学校を修了する。1921年（大正10年）真壁郡下妻町会議員となる。その後、1933年（昭和8年）と1939年（昭和14年）に下妻町長に就任。町長は1943年（昭和18年）まで務めた。
戦後公職追放となり、追放解除後の1952年（昭和27年）下妻町長に復帰する。1954年（昭和29年）下妻町は真壁郡上妻村・結城郡総上村・豊加美村・筑波郡高道祖村を編入し、下妻市が発足し、町長から初代市長となった。澤部は市制施行の祝賀式典の挨拶で「下妻市は、県西における文化都市として、また周辺生産物の加工都市として、新規工業都市として発展し、将来、農工商の総合産業都市を目指す」と宣言した。翌年から「市建設五か年事業」を発足させた。
1955年（昭和30年）に一度市長を退任し、4年後の1959年（昭和34年）に再び市長に復帰した。2期目は市営住宅の建設、青年研修所の開所、市経済課の農政、商工の2課に分離、商工観光課の新設、区画整理事業の着手など、新たな都市建設への土台づくりを始めた。
1964年、秋の叙勲にて勲五等双光旭日章。